# Myospila setinervis
Myospila setinervis är en tvåvingeart som först beskrevs av Stein 1900.  Myospila setinervis ingår i släktet Myospila och familjen husflugor. Inga underarter finns listade i Catalogue of Life.